# 南李村镇
南李村镇，是中华人民共和国河南省洛陽市新安县下辖的一个乡镇级行政单位。

## 行政区划
南李村镇下辖以下地区：
南李村、刘邦村、懈寺村、郁山村、下坂峪村、赵峪村、晁庄村、南林庄村、南郭庄村、南张村、仙桃村、陈屯村、马沟村、王坟村、石渠村、苏屯村、韦庄村、挂沟村、李沟村、任窑村、铁李村、窑场村、江峪村、江洼村、十里村、江村、孙洼村、梭罗村、东花沟村、荒坡村和花沟村。